# Oulainen
Oulainen (szw. Oulais) – miasto położone w środkowo-zachodniej Finlandii, w prowincji Oulu, w odległości 101km na południe od miasta Oulu. Oulainen zamieszkiwane jest przez ok. 8101 mieszkańców.

## Miasta partnerskie
- Cáceres
- Assen
- Colerain
- Lillehammer